# Ratnik

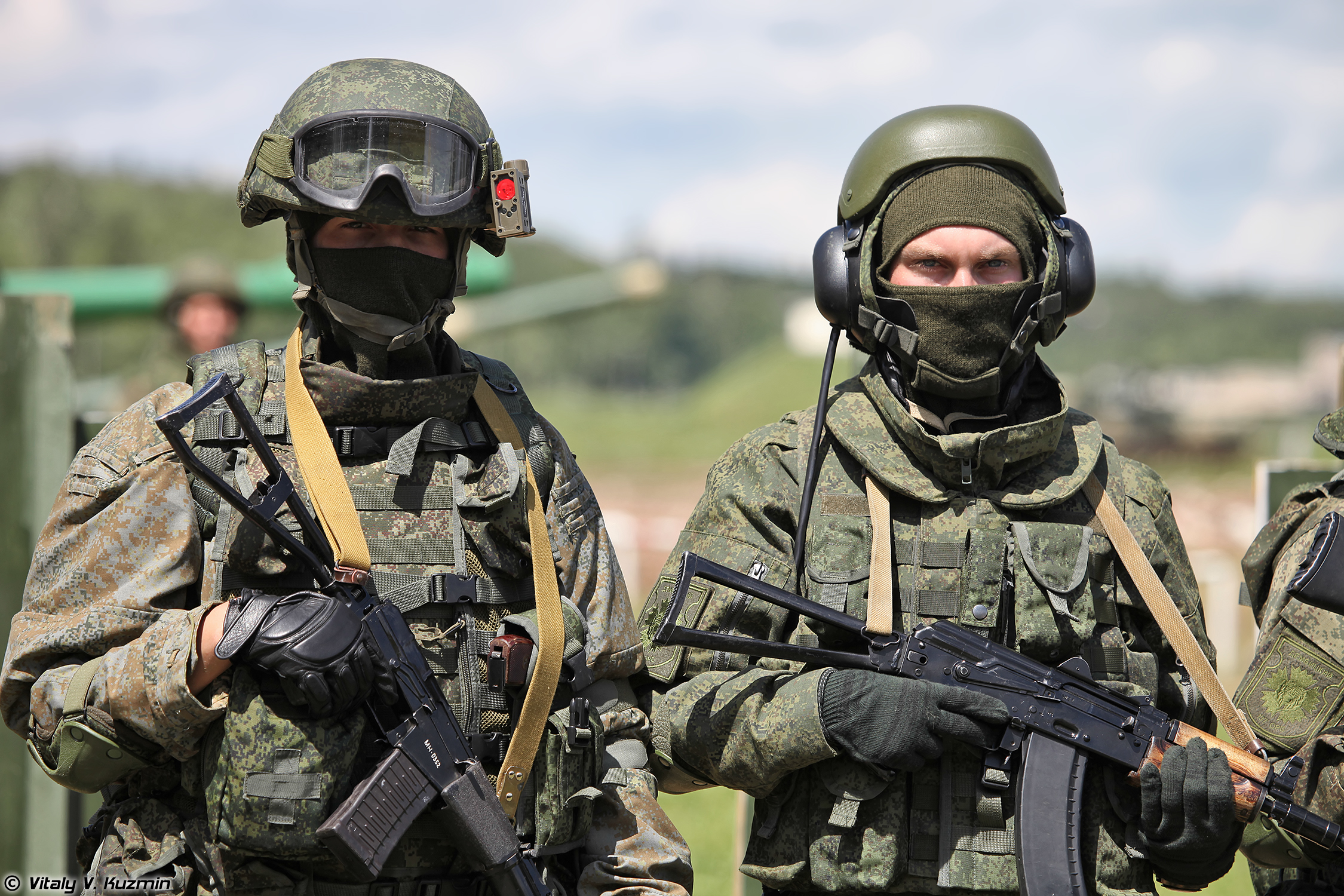
Equipamento Ratnik sendo usado por soldados da 4ª Divisão de Tanques.

Ratnik (russo: Ратник; guerreiro) é um sistema de combate de infantaria russo, enquadrado no conceito "Soldado do Futuro". Ele é projetado para melhorar a conectividade e a eficácia de combate do pessoal de combate nas Forças Armadas Russas. As melhorias incluem armadura corporal modernizada, um capacete com um monitor ocular especial (térmico, monocular de visão noturna, lanterna), sistemas de comunicação e fones de ouvido especiais. Inclui 10 subsistemas e 59 itens individuais. Em outubro de 2016, já havia visto o uso de combate.

## Componentes
O sistema "Strelets" ("Mosqueteiro") fornece comunicação por voz e vídeo. O sistema também inclui um módulo de navegação GLONASS para que um líder de esquadrão possa ver a localização de cada soldado em seu pequeno computador do tamanho de um livro. Com este computador, ele também pode dar ordens ao seu esquadrão e enviar vídeos e fotos para a sede. Além disso, cada soldado tem seu próprio computador tático menor, do tamanho de um telefone. O sistema de comando, controle e inteligência (C2I) do Strelets foi operado no conflito sírio para enviar dados de alvos para atacar aeronaves. O uso do Strelets em conjunto com o bombardeiro de linha de frente do Su-24M oferece quase 100% de precisão.
O Ratnik protege quase 90% do corpo de um soldado. A proteção balísitca principal (colete padrão) é classificada na classe de proteção de nível 6, de acordo com a norma GOST R 50744-95, e pesa 7,5 kg (com a variante de assalto pesando até 15 kg). A proteção balística principal protege totalmente de munição 7,62x39mm de rifles de assalto e 7,62×54mm de rifles de precisão, incluindo o aumento da penetração de munições endurecidas, e pode sobreviver a impactos de tiros repetidos nesses calibres realizados a curta distância. O peso do sistema de infantaria Ratnik completo com os escudos à prova de balas especiais para coxas e ombros é de 19 a 20 kg. O equipamento básico básica da Ratnik (para engenheiros e médicos) pesa 15 kg (sem as proteções das coxas e dos ombros). O equipamento do Ratnik é feito de um tecido especial que impede que as tropas sejam detectadas por dispositivos infravermelhos.

## Histórico de produção
Os kits de protótipo  Ratnik foram inicialmente distribuídos para unidades selecionadas nas Forças Terrestres em 2013, de acordo com Oleg Martyanov, membro da Comissão Militar-Industrial da Rússia, que atua como ligação do governo com a indústria de defesa. De acordo com outras fontes, o sistema Ratnik passou por testes finais de aceitação no final de 2013. Todos os equipamentos do Ratnik (armas de fogo, armadura, ótica, dispositivos de comunicação e navegação, médicos e sistemas de alimentação, bem como uniformes como joelho e cotoveleiras) foram testados e aceitos em serviço nas Forças Armadas Russas em 23 de outubro de 2014. Inicialmente apenas tropas de elite receberão o fuzil AK-12 como parte do sistema Ratnik, enquanto o restante das Forças Terrestres continuará usando o fuzil AK-74 nos anos 2020.
Para a Marinha Russa e as Tropas de Engenharia, o colete à prova de balas é combinado com um  colete salva-vidas, para que soldados e marinheiros que sejam jogados na água não se afoguem. Todas as unidades de fuzileiros navais foram equipadas com equipamento Ratnik em novembro de 2016.
As entregas em série e a produção em lote de Ratnik começaram no primeiro semestre de 2015. O  Ministério da Defesa da Rússia declarou que comprará 50.000 conjuntos anualmente. Cerca de 200.000 conjuntos Ratnik foram entregues em setembro de 2017, e espera-se que 100% das Forças Armadas Russas estejam equipadas com equipamento Ratnik até 2020.

## Gallery

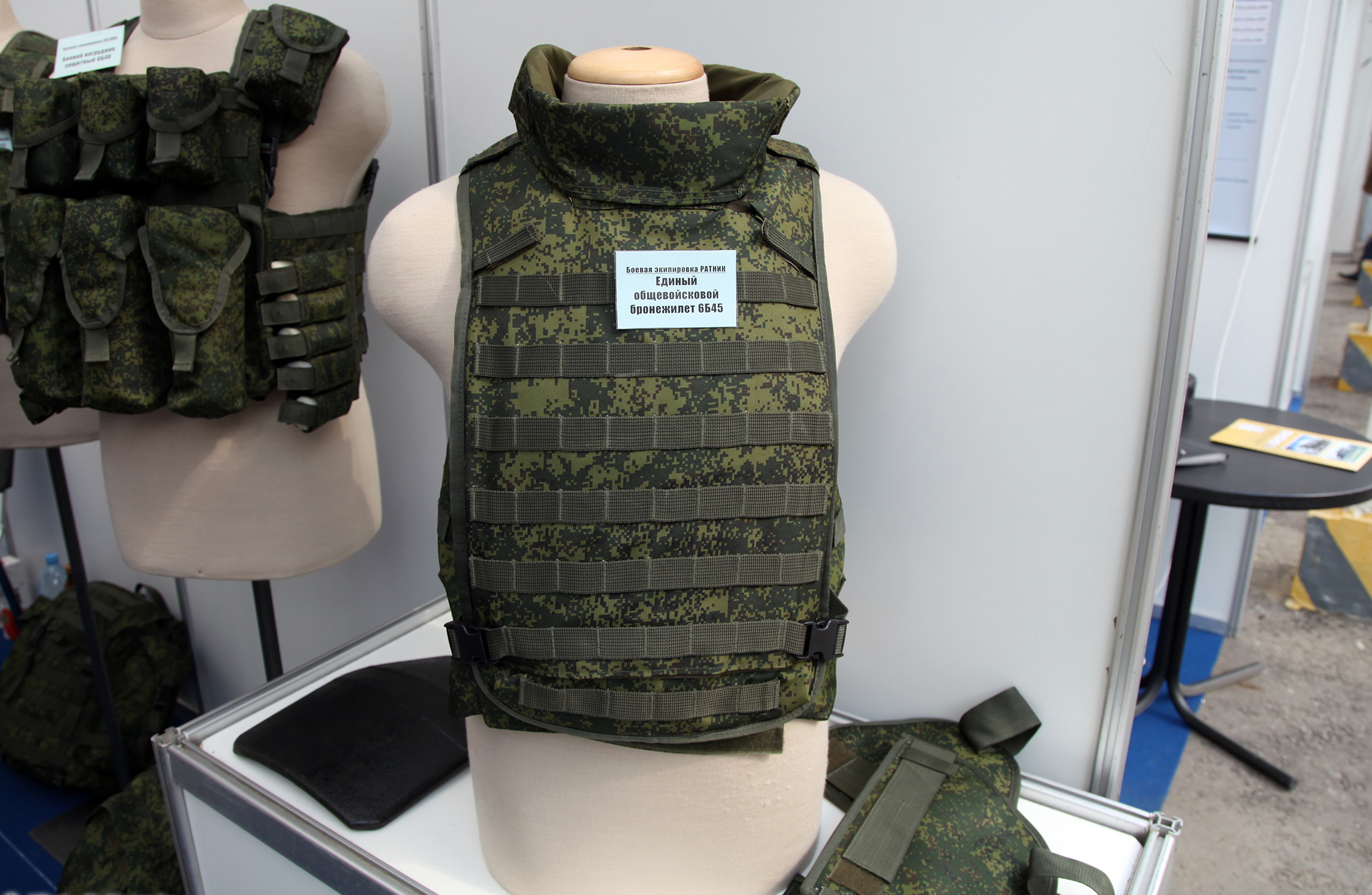
Colete balístico 6B45.
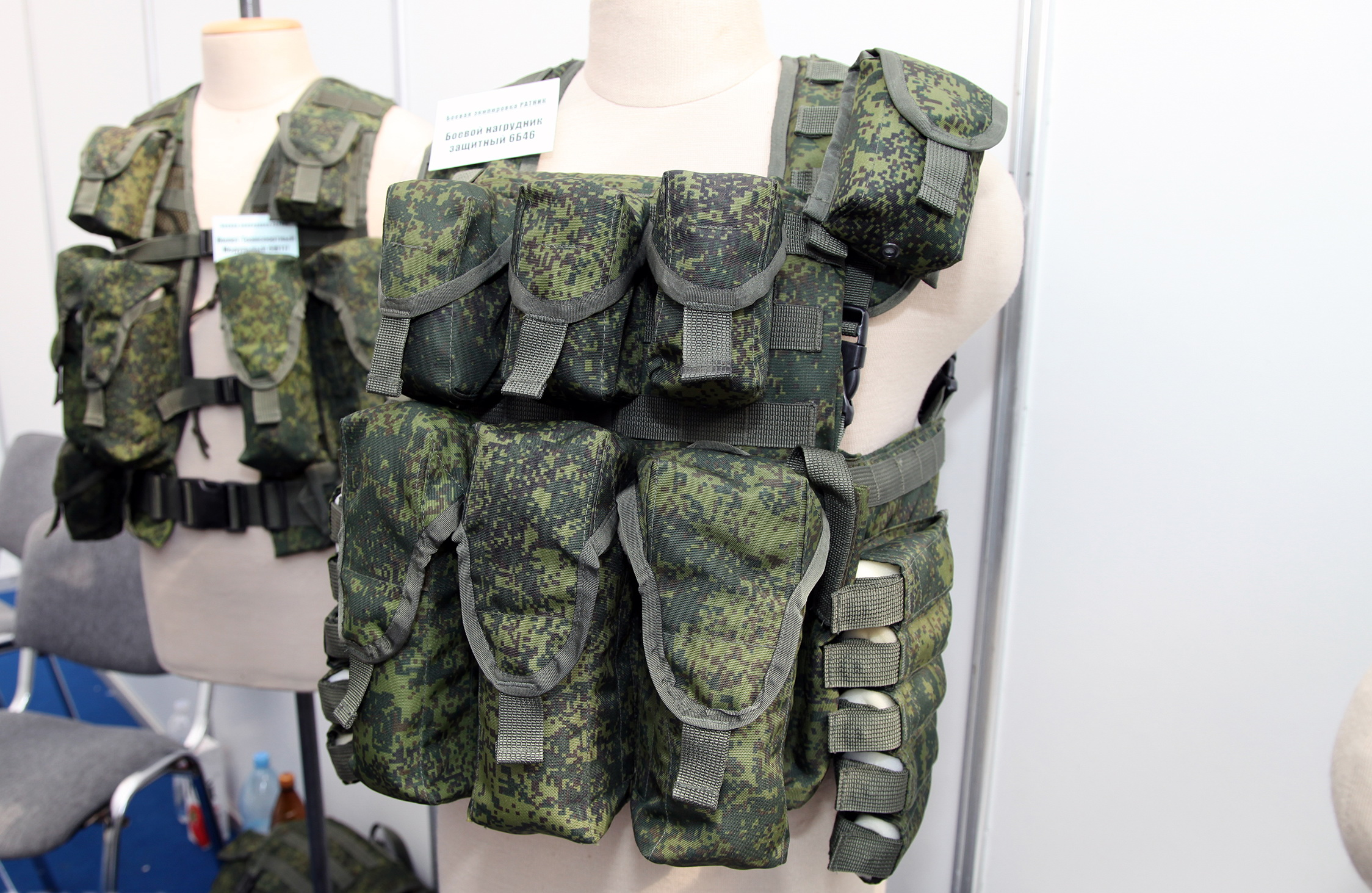
Colete tático 6B46.
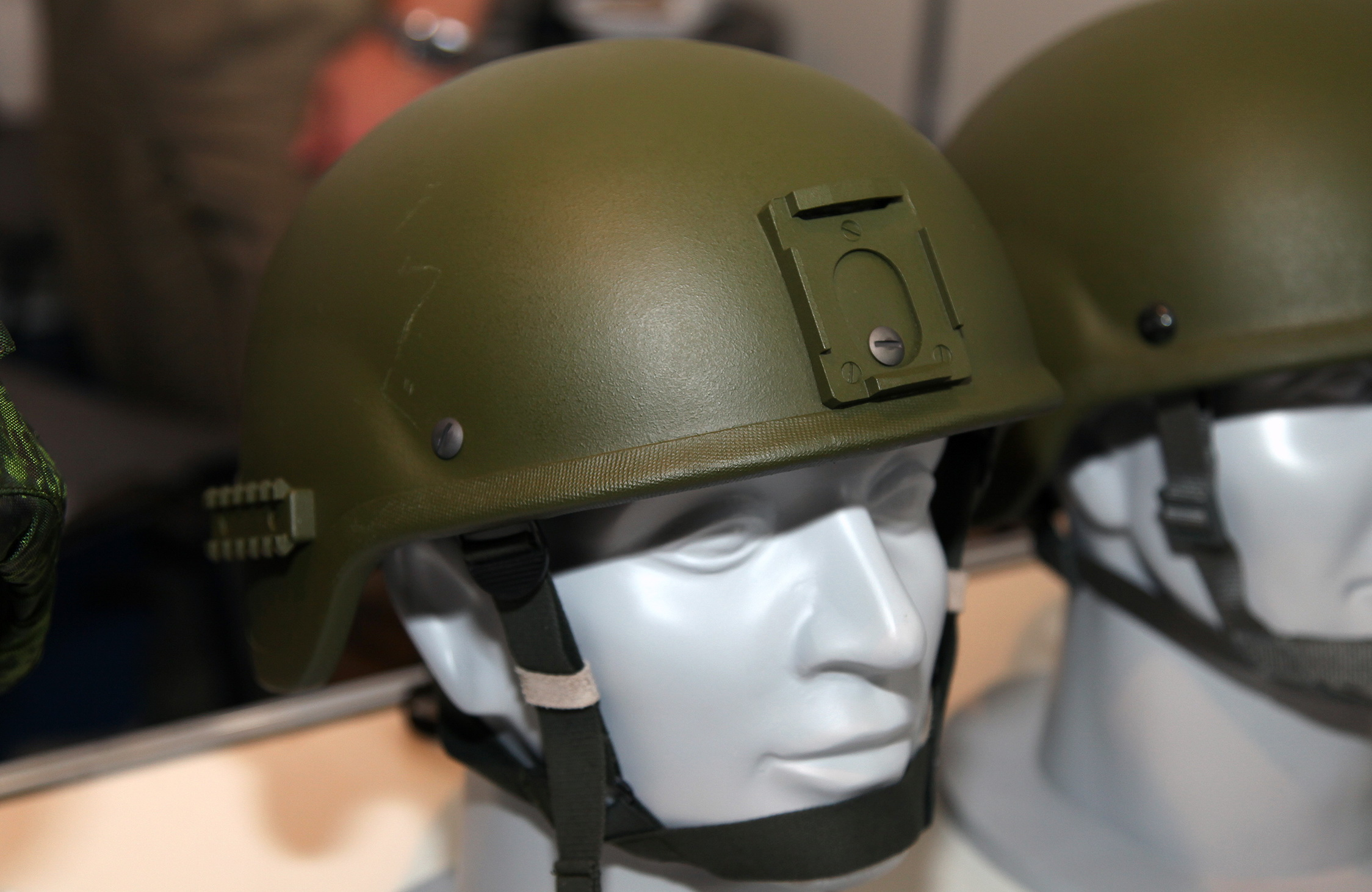
Capacete de combate 6B47.
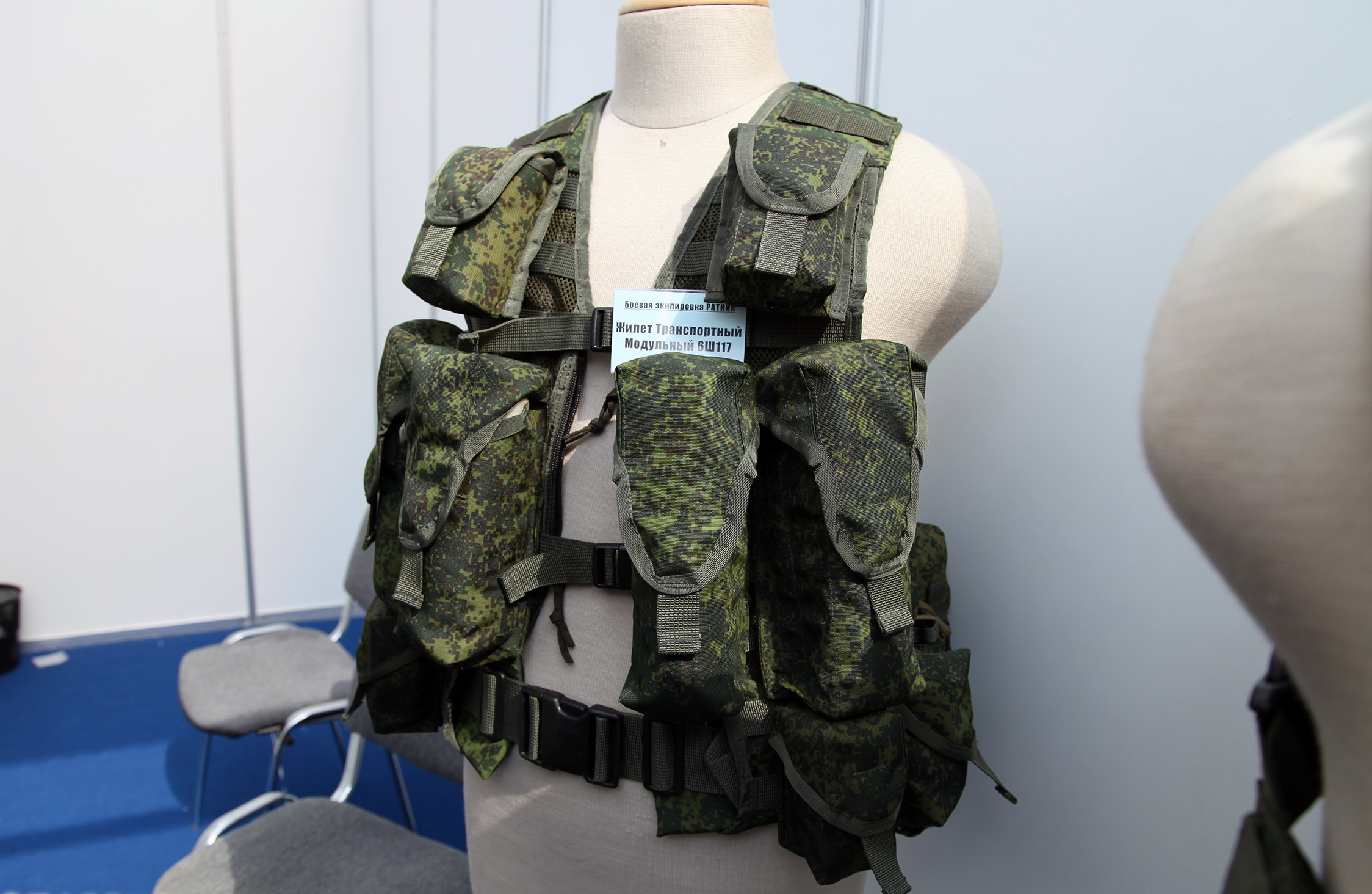
Equipamento leve individual 6Sh117 para todos os fins.
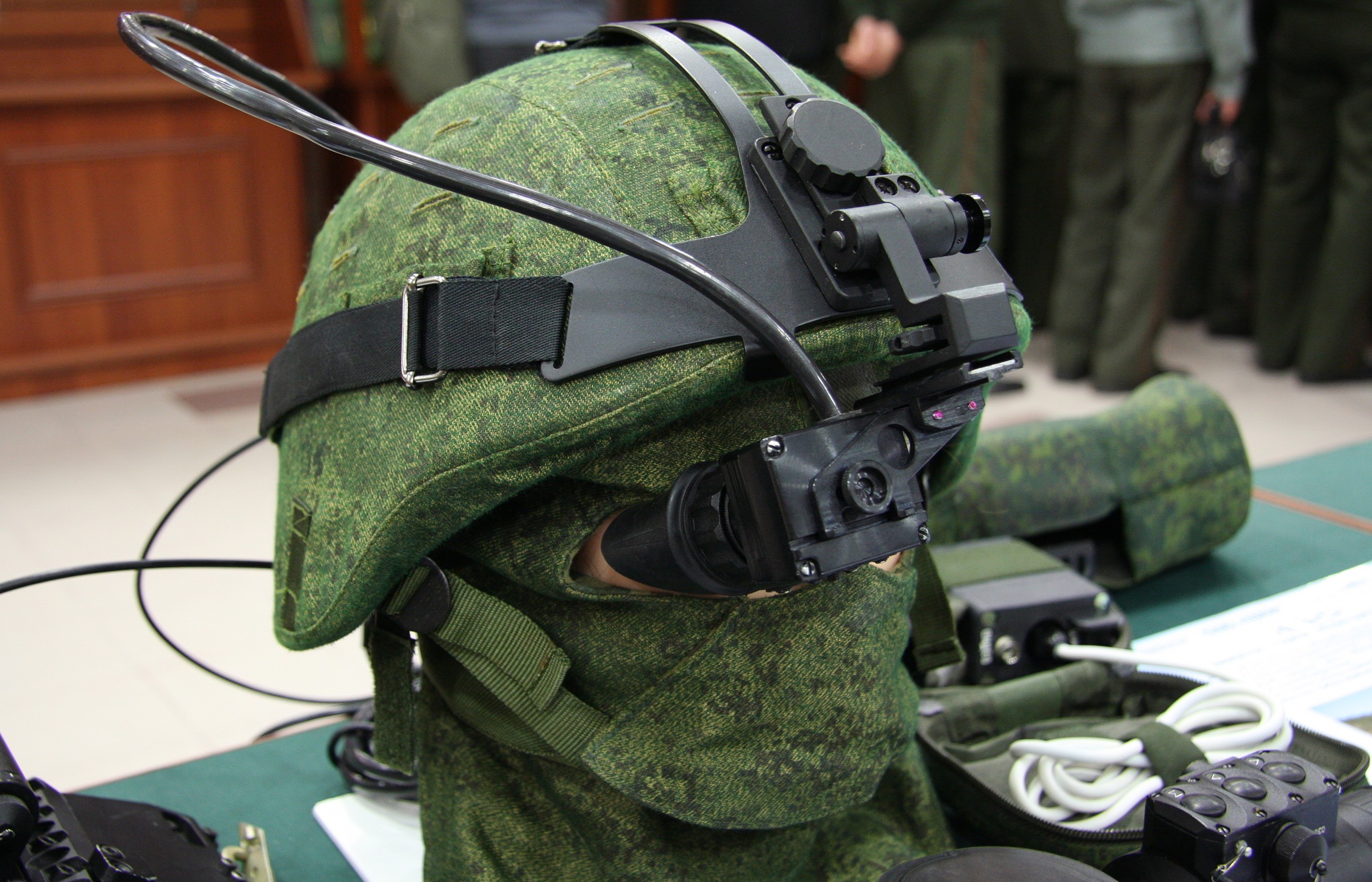
1PN139 monitor termográfico.
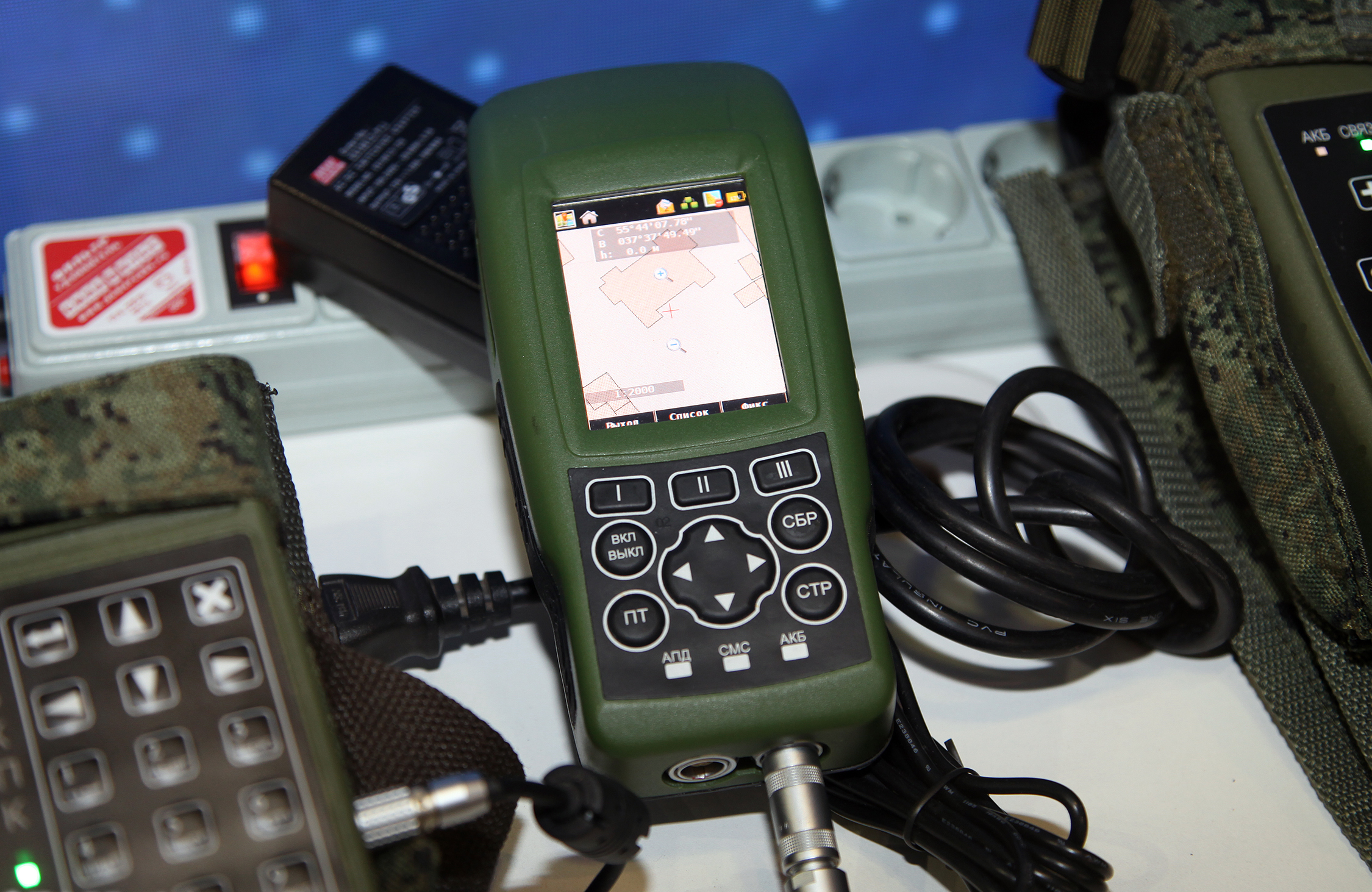
Receptor GLONASS NPI-2"vestível" para o soldado.
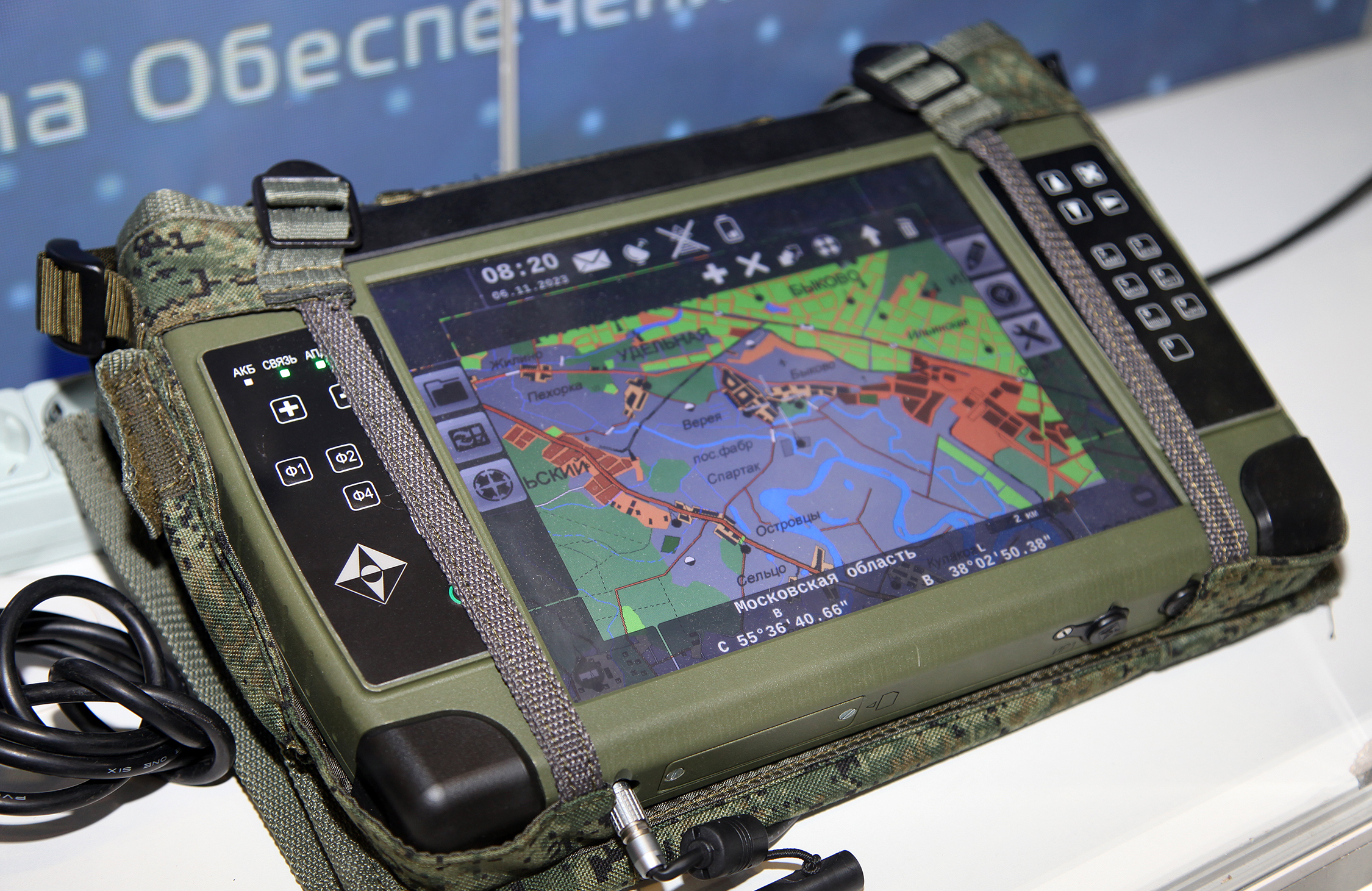
Tablet 'Sagittarius' do oficial comandante.